# Lars Karngård
Lars Karngård , född 15 februari 1950 i Sundbyberg, död 25 januari 2010, var en svensk konstnär, verksam som porträttmålare.
Karngård växte upp i Nyköping, Skellefteå, Karlstad och Solna. Han gick gymnasieutbildning på latinlinjens halvklassiska gren i Beskowska skolan i slutet av 1960-talet. Karngård drabbades på 1990-talet av epilepsi, vilken förorsakades av en hjärntumör. Cancern kom tillbaka tolv år senare i form av lymfom och hemofagocytos, vilket ledde till hans död 2010.

## Konstnärlig gärning
Karngård debuterade 1972 på Galleri Heland i Stockholm, där han också ställde ut 1974, 1975 och 1977.
Karngård startade Galleri Enkehuset i Stockholm 1988, gjorde Galleri Enkehusets installationer på Stockholm Art Fair: (Brännvinsmontern) 1991, (Paintballsmontern) 1992 och (Helmålade montern) 1993. 1998 gav han upphov till Galleri Enkehusets Dockskåp (Tid & Minne) 7 m högt, 2 m djupt, 5 m bas, ett kulturhuvudstadsprojekt.
Karngård gav tidskriften Konstnären en ny utformning. Han deltog till en början i konstplaneringen för Kulturhuvudstadsåret 1998, där han tog fram idéer som prövats i och utom Enkehusgalleriet.
Karngård arbetade sedan 1994 på ett större måleriprojekt: Holocen - 10 000 år av isfrihet, där ”Gustav II Adolfs död i slaget vid Lützen 11632”, 700 x 380 cm, och ”Drottning Kristinas Kröning 11650” 480 x 425 cm utgör basen i projektet.

### Separatutställningar
- Konstnärsföreningen; Västerås 1976, 1984, Nässjö Kulturhus 1979
- Galleri Bruce, Linköping 1982
- Galleri Sassi, Stockholm 1984, 1986, 1990, 1992
- Stockholm Art Fair (med Sassi) 1991
- ABC Norrköping 1990
- Galleri Enkehuset 1992
- Borgholm, Galleri Danielsson 1999
- Roma kungsgård 1999

### Grupputställningar i urval
- ”Historiemåleri” 1974-75 (Riksutställningar)
- ”Ivar Lo & Bildkonsten” 1976-77 (Riksutställningar)
- Röda Salongen i Göteborg 1975 med 5 bilder, vilka alla blev stulna

### Representerad
- Statens Konstråd
- ett flertal kommuner och landsting, inklusive Stockholms stad och Stockholms läns landsting

### Medlem
- Konstnärscentrum - Öst